# Mistrzostwa Europy w Lekkoatletyce 1966 – bieg na 800 m mężczyzn

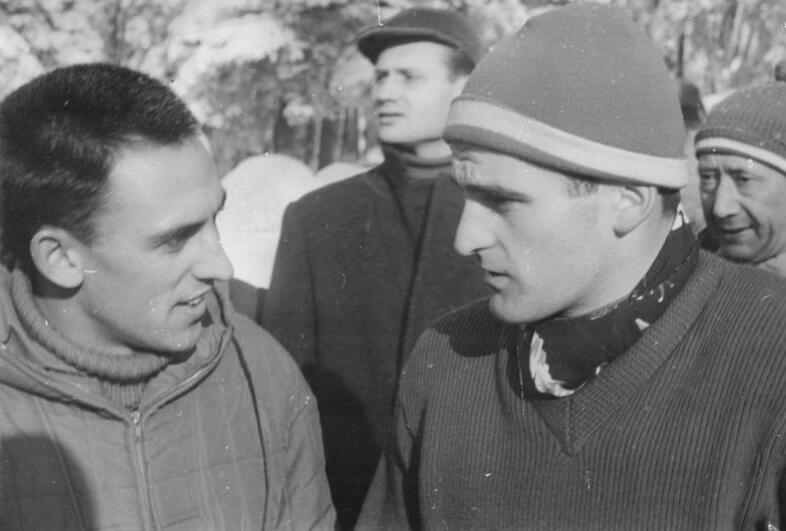
Manfred Matuschewski (z lewej)

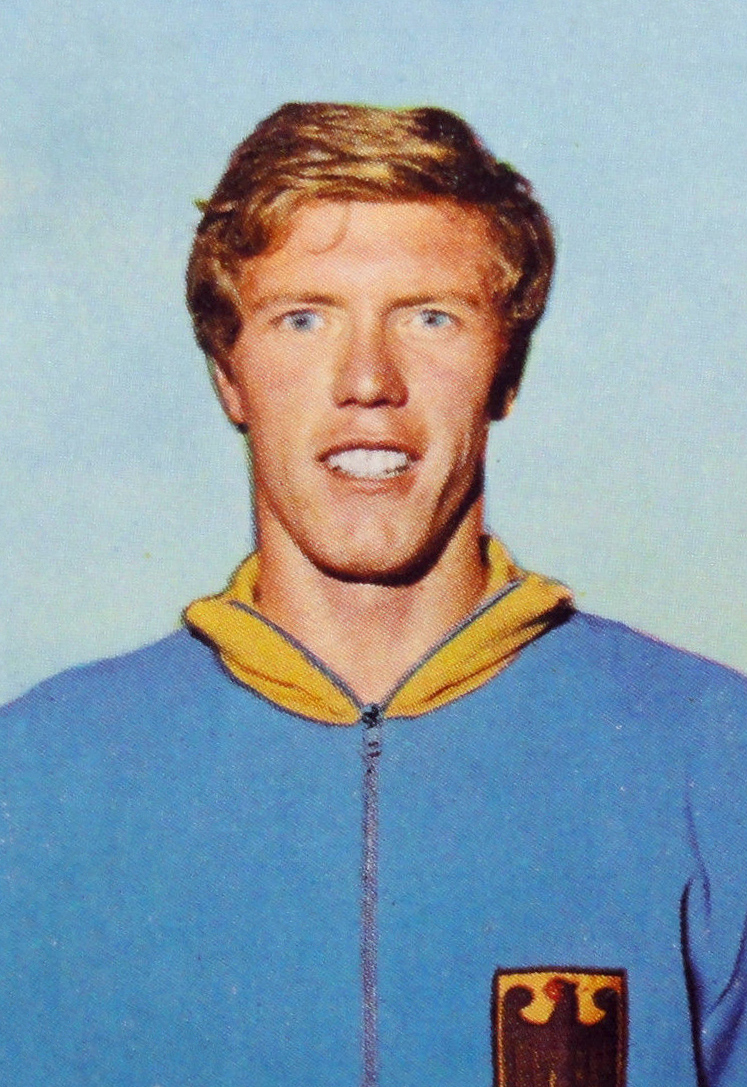
Franz-Josef Kemper

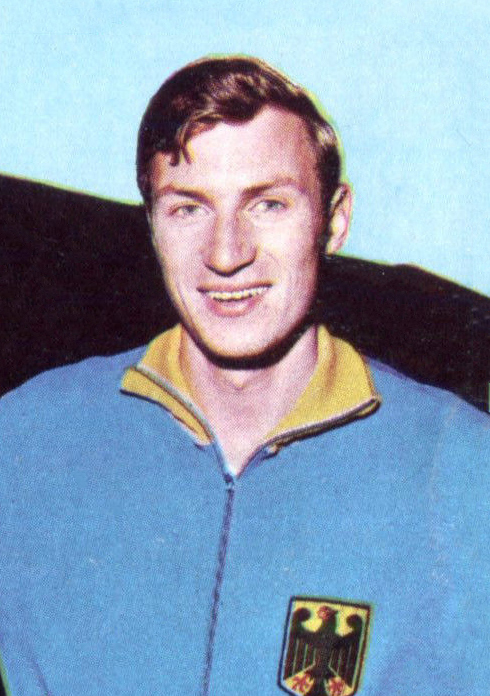
Bodo Tümmler

Bieg na dystansie 800 metrów mężczyzn był jedną z konkurencji rozgrywanych podczas VIII Mistrzostw Europy w Budapeszcie. Biegi eliminacyjne zostały rozegrane 2 września, biegi półfinałowe 3 września, a bieg finałowy 4 września 1966 roku. Zwycięzcą tej konkurencji został reprezentant NRD, mistrz Europy z 1962 Manfred Matuschewski. W rywalizacji wzięło udział trzydziestu siedmiu zawodników z dwudziestu jeden reprezentacji.

## Rekordy
| Rekord świata     | Peter Snell (NZL)        | 1:44,3 | Christchurch, Nowa Zelandia | 03.02.1962 |
| Rekord Europy     | Franz-Josef Kemper (FRG) | 1:44,9 | Hanower, RFN                | 07.08.1966 |
| Rekord mistrzostw | Lajos Szentgáli (HUN)    | 1:47,1 | Berno, Szwajcaria           | 28.08.1954 |

## Wyniki

### Eliminacje
Bieg 1
| Miejsce | Zawodnik           | Czas   | Uwagi |
| ------- | ------------------ | ------ | ----- |
| 1       | Mathias Seidler    | 1:48,3 | Q     |
| 2       | Franz-Josef Kemper | 1:48,4 | Q     |
| 3       | Jean-Michel Pellez | 1:48,6 | Q     |
| 4       | Derek McCleane     | 1:48,6 |       |
| 5       | Arne Kvalheim      | 1:49,4 |       |
| 6       | Petr Bláha         | 1:49,9 |       |
| 7       | Marnix Cocquyt     | 1:53,7 |       |

Bieg 2
| Miejsce | Zawodnik           | Czas   | Uwagi |
| ------- | ------------------ | ------ | ----- |
| 1       | Jürgen May         | 1:48,1 | Q     |
| 2       | Guy Taillard       | 1:48,1 | Q     |
| 3       | Pavel Pěnkava      | 1:48,2 | Q     |
| 4       | John Boulter       | 1:48,4 | q     |
| 5       | Jacques Pennewaert | 1:48,4 |       |
| 6       | Francesco Arese    | 1:49,6 |       |
| 7       | Imre Nagy          | 1:50,4 |       |

Bieg 3
| Miejsce | Zawodnik             | Czas   | Uwagi |
| ------- | -------------------- | ------ | ----- |
| 1       | Chris Carter         | 1:48,7 | Q     |
| 2       | Tomáš Jungwirth      | 1:48,9 | Q     |
| 3       | Rein Tölp            | 1:49,1 | Q     |
| 4       | Hansueli Mumenthaler | 1:49,3 |       |
| 5       | Lorant Stoll         | 1:50,3 |       |
| 6       | Heikki Pippola       | 1:51,7 |       |
| 7       | Gani Alia            | 1:52,4 | NR    |
| –       | Paul Roekaerts       | DQ     |       |

Bieg 4
| Miejsce | Zawodnik                | Czas   | Uwagi |
| ------- | ----------------------- | ------ | ----- |
| 1       | Noel Carroll            | 1:48,1 | Q     |
| 2       | Alberto Esteban         | 1:48,2 | Q     |
| 3       | Wadim Michajłow         | 1:48,4 | Q     |
| 4       | Walter Adams            | 1:48,8 |       |
| 5       | Kenth Andersson         | 1:49,0 |       |
| 6       | Eryk Żelazny            | 1:50,2 |       |
| 7       | Konstantinos Mihailidis | 1:51,9 |       |
| 8       | Jože Međimurec          | 1:53,5 |       |

Bieg 5
| Miejsce | Zawodnik             | Czas   | Uwagi |
| ------- | -------------------- | ------ | ----- |
| 1       | Bodo Tümmler         | 1:48,6 | Q     |
| 2       | Maurice Lurot        | 1:48,8 | Q     |
| 3       | Manfred Matuschewski | 1:48,9 | Q     |
| 4       | Rudolf Klaban        | 1:49,0 |       |
| 5       | Remir Mitrofanow     | 1:49,2 |       |
| 6       | Preben Glue          | 1:50,2 |       |
| 7       | Ian Hamilton         | 1:53,7 |       |

### Półfinały
Półfinał 1
| Miejsce | Zawodnik           | Czas   | Uwagi |
| ------- | ------------------ | ------ | ----- |
| 1       | Franz-Josef Kemper | 1:47,9 | Q     |
| 2       | Tomáš Jungwirth    | 1:48,0 | Q     |
| 3       | Chris Carter       | 1:48,1 | Q     |
| 4       | Noel Carroll       | 1:48,3 | Q     |
| 5       | Wadim Michajłow    | 1:48,7 |       |
| 6       | Mathias Seidler    | 1:48,8 |       |
| 7       | Guy Taillard       | 1:49,2 |       |
| 8       | Maurice Lurot      | 1:49,9 |       |

Półfinał 2
| Miejsce | Zawodnik             | Czas   | Uwagi |
| ------- | -------------------- | ------ | ----- |
| 1       | Manfred Matuschewski | 1:49,3 | Q     |
| 2       | John Boulter         | 1:49,4 | Q     |
| 3       | Bodo Tümmler         | 1:49,5 | Q     |
| 4       | Alberto Esteban      | 1:49,5 | Q     |
| 5       | Rein Tölp            | 1:49,8 |       |
| 6       | Pavel Pěnkava        | 1:49,8 |       |
| 7       | Jürgen May           | 1:50,0 |       |
| 8       | Jean-Michel Pellez   | 1:51,8 |       |

### Finał
| Miejsce | Zawodnik             | Czas   | Uwagi |
| ------- | -------------------- | ------ | ----- |
| 1       | Manfred Matuschewski | 1:45,9 | CR    |
| 2       | Franz-Josef Kemper   | 1:46,0 |       |
| 3       | Bodo Tümmler         | 1:46,3 |       |
| 4       | Chris Carter         | 1:46,3 | NR    |
| 5       | Tomáš Jungwirth      | 1:46,7 | NR    |
| 6       | John Boulter         | 1:47,0 |       |
| 7       | Alberto Esteban      | 1:47,4 | NR    |
| 8       | Noel Carroll         | 1:47,9 |       |